# ホーム・ノット・アローン
『ホーム・ノット・アローン』は、NHK大阪放送局の制作により、「大阪発リモートドラマ」としてNHK総合（関西地域）で2020年5月18日から5月22日まで20時42分から20時44分（JST）に放送された日本のテレビドラマ。新型コロナウイルス感染症の感染拡大防止のためリモートワークで制作され、コロナ禍による外出自粛生活の中で間違い電話をきっかけに偶然知り合い距離を縮めていく男女の関係を、1話2分×全5話のショートドラマで描く。桑原亮子作。桜庭ななみと松下洸平のダブル主演。
全5話を10分に再編集した「完全版」がNHK総合（関西地域）で2020年5月23日の21時50分から22時に、またNHK総合（全国放送）で同年5月31日（30日深夜）の2時5分から2時15分に放送された。

## 製作
新型コロナウイルス感染症の感染拡大に伴う在宅勤務で「誰にも会わずにいるのはこんなにしんどいのか」と感じていた入局2年目のディレクターが、同様に「つらさ」を感じている視聴者にほんの一時でもドラマで楽しんでほしいとして4月中旬に本作を企画。ほどなく制作が決まり、大型連休前には同年1月に放送された土曜ドラマ『心の傷を癒すということ』を手掛けた桑原亮子の脚本への起用が決定した。演出の泉並敬眞はじめ連続テレビ小説『スカーレット』のスタッフが多く関わっていたことから、出演者は『スカーレット』関係者に人選を進めて、桜庭ななみと松下洸平へのオファーが決まった。
制作にあたっては、集まって収録できないテレビ局側の都合で「ほかに方法がないからリモートで作った」ということではなく、「リモートで作る手法と、ドラマの中身が合っている」という点を最重視。「リモートで男女が出会い、互いを励まし、メッセージを送りあう」という物語を題材に、「自分の出番がくるまで、力を蓄えておこう」「離れていても一人じゃない」とのメッセージを込めて、多くの視聴者が抱えている感情に寄り添う作品に仕立てられた。。
収録は5月9日の1日で行われ、出演者とスタッフの間をリモートで接続して出演者が自らカメラを構えて収録を行い、完全リモート制作された。収録に先立って大阪市内の休業中の居酒屋を取材し、「“自分の仕事が不要不急なのではないか”と悩む人々に寄り添えるようなドラマにしたい」との演出意向が出演者に伝えられた。通常の撮影現場ではプロのスタッフが行うカメラのセッティングや小道具の配置などを不慣れな出演者が行うことで、照明機器の点灯/消灯忘れにより前のシーンと繋がらない、余計な影が映り込む、などの「リモートドラマ」ならではのNGもあったという。突貫にて編集作業を行い、音楽は、人々の心を動かす普遍的な力があり、歌詞も今回の物語になじみ、1話2分の短尺でも多くの視聴者の気持ちをキャッチできるとしてビートルズの楽曲が採用された。テレワークドラマ『今だから、新作ドラマ作ってみました』の放送に続いて5月14日に制作を発表、企画立ち上げから約1か月の短期間で5月18日からの放送に漕ぎつけた。
撮影の舞台裏を記録したメイキング動画がNHK公式YouTubeにて公開されたほか、連続テレビ小説『スカーレット』のTwitterアカウントを用いて放送開始前には本編プロローグとなる 「第0話」が、放送期間中には各話の間を埋めるショート動画が毎日発信された。放送とネットが連動して物語が展開する、これからの時代に向けて新たな試みができた、としている。

## あらすじ
1人暮らしのマンションで在宅勤務をしていた田中くみ子は、ドアノブがはずれて自室内に閉じ込められてしまい、助けを求めて修理屋へテレビ電話をかける。しかし、電話に出たのは何の面識もない休業中の居酒屋店長・常林浩也だった。間違い電話を詫びようとくみ子は再び常林に電話をかけて、2人は互いにテレビ電話をかけ合う間柄となる。
2人はリモートでつながったまま一緒に食事するオンライン晩さん会を開き、来年の春用の服のデザインを研究するくみ子はオンラインファッションショーを開く。次第に距離を縮める2人は、やがて自身の身の上について語り始める。自分の仕事は不要不急なのかと感じていたくみ子、長期の休業から閉店を考えていた常林は、自粛期間は出番が来る時に備えて力を蓄える期間と前向きに考えを改めて、2人はいつか自由に人と会える日に思いを馳せる。

## 登場人物
田中くみ子〈29〉
演 - 桜庭ななみ
アパレル会社OL。在宅勤務中。
常林浩也〈34〉
演 - 松下洸平
居酒屋店長。休業中。

## スタッフ
- 作 - 桑原亮子
- 関西ことば指導 - 田中恵理
- 制作統括 - 小川徹、城谷厚司
- 編集 - 藤代雄一朗
- 演出 - 泉並敬眞
- 制作・著作 - NHK大阪拠点放送局

## 放送日程
1話2分 × 全5話
| 放送回 | 放送日  |
| ------ | ------- |
| 第1話  | 5月18日 |
| 第2話  | 5月19日 |
| 第3話  | 5月20日 |
| 第4話  | 5月21日 |
| 最終話 | 5月22日 |
- 第4話のみ編成上の都合により20時42分からの放送を中止し、23時40分からの再放送枠を本放送扱いにして放送。

完全版
| 放送回 | 放送日  |
| ------ | ------- |
| 関西   | 5月23日 |
| 全国   | 5月31日 |